# Приріченка
Прирі́ченка (каз. Приречен) — село у складі Денисовського району Костанайської області Казахстану. Адміністративний центр Приріченського сільського округу.
Населення —  (2021; 761 у 2009, 824 у 1999,  у 1989).